# Microrégion de Registro
 (février 2025).
Si vous disposez d'ouvrages ou d'articles de référence ou si vous connaissez des sites web de qualité traitant du thème abordé ici, merci de compléter l'article en donnant les références utiles à sa vérifiabilité et en les liant à la section « Notes et références ».
La microrégion de Registro est l'une des deux microrégions qui subdivisent le littoral sud de l'État de São Paulo au Brésil.
Elle comporte 12 municipalités qui regroupaient 269 549 habitants en 2006 pour une superficie totale de 11 189 km².

## Municipalités[1]
- Barra do Turvo
- Cajati
- Cananéia
- Eldorado
- Iguape
- Ilha Comprida
- Jacupiranga
- Juquiá
- Miracatu
- Pariquera-Açu
- Registro
- Sete Barras